# Videnskabsmanden Magnus' trælse hverdag
|  | Denne artikel er oprettet af botten Steenthbot ud fra en ekstern database. Den kan derfor have sproglige fejl eller mangler. Denne skabelon kan fjernes efter kontrol af indholdet. |

Videnskabsmanden Magnus' trælse hverdag er en dansk filmskolefilm fra 2017 instrueret af Simon Petersen.

## Handling
Magnus er en duknakket ung mand, som rutinemæssigt bliver overfaldet af Theis og hans slæng. En dag møder han den mystiske pige, Shelly, som synes at have overnaturlige kræfter. Hun tilbyder ham muligheden for at få den hævn, han så inderligt ønsker, men Magnus’ fysiklærer advarer ham imod at have noget som helst med Shelly at gøre.

## Medvirkende
- Jeppe Odde, Magnus
- Karim Theilgaard, Theis
- Mariana De Sá Madsen, Shelly
- Martin Arnold Agersnap, Lars